# 481 Emita

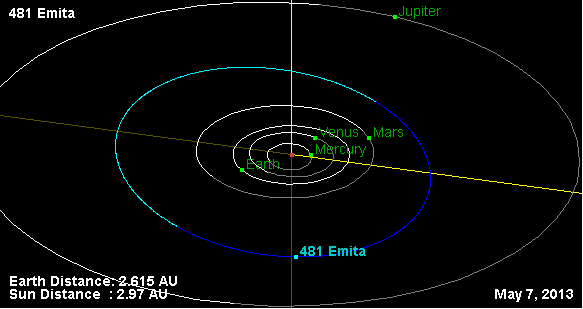

481 Emita è un asteroide della fascia principale. Scoperto nel 1902, presenta un'orbita caratterizzata da un semiasse maggiore pari a 2,7390653 UA e da un'eccentricità di 0,1581064, inclinata di 9,85831° rispetto all'eclittica.
L'origine del suo nome è sconosciuta.